# Darnis lateralis
Darnis lateralis är en insektsart som beskrevs av Coquebert. Darnis lateralis ingår i släktet Darnis och familjen hornstritar. Inga underarter finns listade i Catalogue of Life.